# Fontis

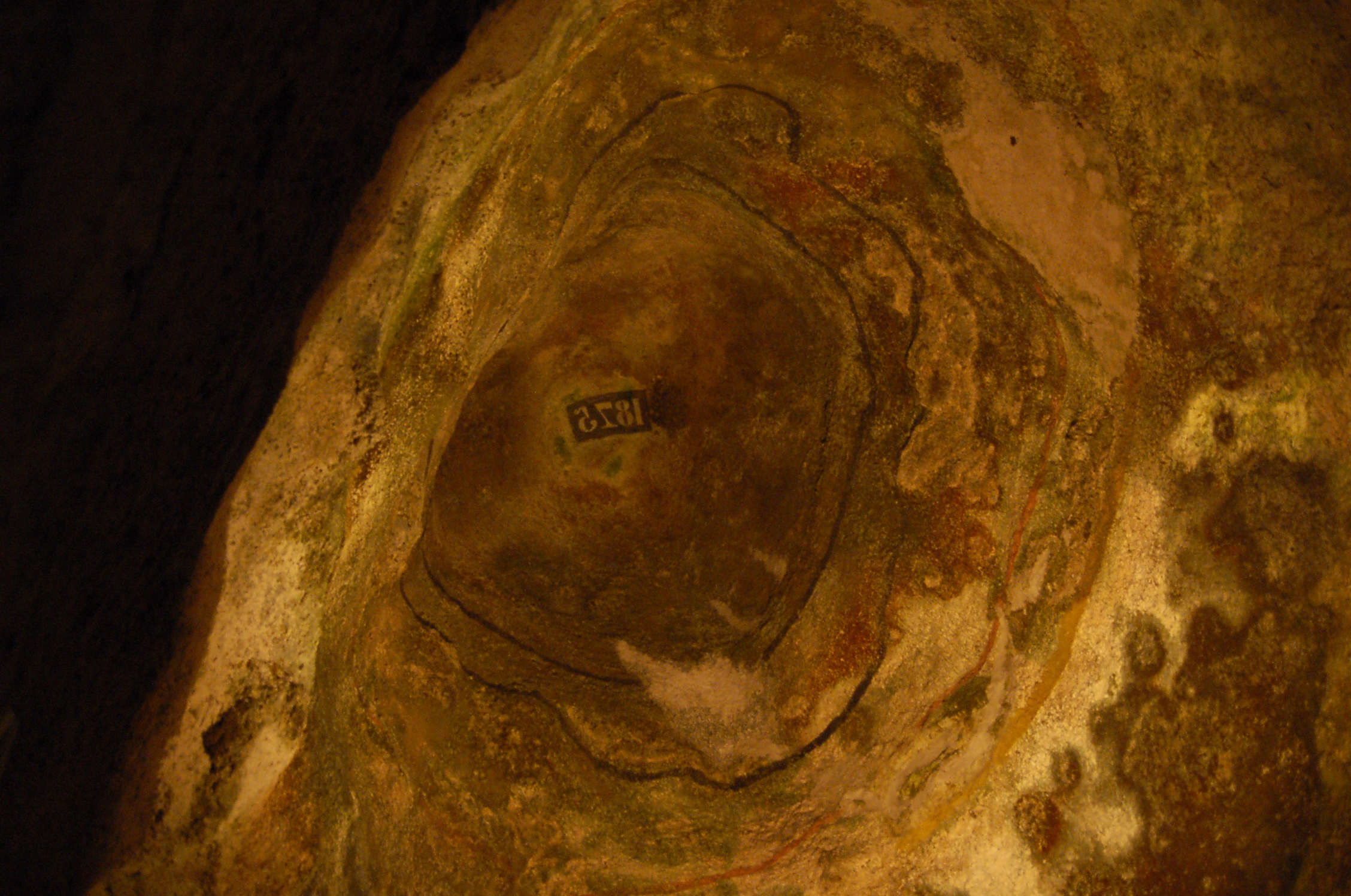
Cloche de fontis dans les catacombes de Paris.

Un fontis est un effondrement du sol en surface, causé par la déliquescence souterraine progressive des terrains porteurs. Dans une cavité enfouie, naturelle ou anthropique (c'est-à-dire creusée par l'homme : carrière, mine, tunnel, etc.), la pression des terrains de recouvrement et/ou la circulation de fluides peuvent provoquer la détérioration du ciel (c'est-à-dire du plafond) et des piliers de soutènement, ce qui peut occasionner à terme deux types d'effondrements en surface :
- des effondrements localisés (les fontis au sens classique) ;
- des effondrements généralisés.

## Les effondrements localisés ou fontis
Les fontis se produisent lorsque les bancs du toit sont peu résistants et surmontés de terrains aux caractéristiques mécaniques médiocres ou de sols meubles, par exemple des couches à porosité importante, susceptibles de tassement mécanique par action de la gravité et/ou par retrait des fluides et gaz interstitiels. Le mécanisme d'effondrement s'initie par la rupture progressive des premiers bancs du ciel de la cavité en profondeur, par flexion ou cisaillement, à proximité du front de masse — généralement au milieu des galeries et a fortiori au carrefour de galeries — ou à l'endroit où le ciel de la carrière a la plus grande portée. Le processus se développe ensuite verticalement : les couches successives s'effondrent progressivement, ce qui donne lieu à la formation d'une cloche de fontis et à une pyramide d'effondrement au sol de la cavité affectée.

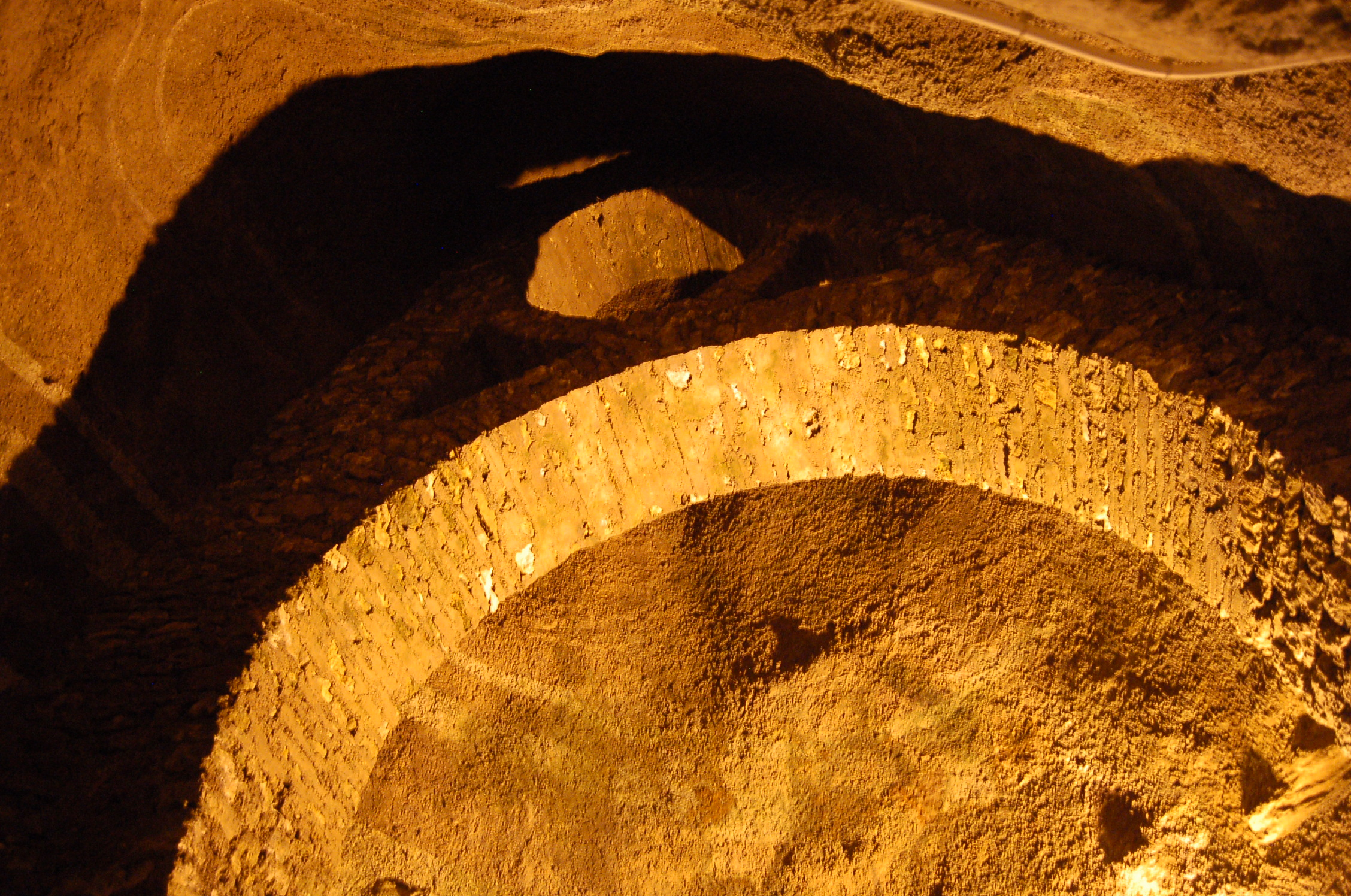
Petite cloche de fontis arrêtée et renforcée par une voûte dans les catacombes de Paris.

On peut assister plus ou moins rapidement à la venue à jour du vide ainsi formé, ce qui constitue le fontis à proprement parler. Si le rapport entre l'épaisseur des terrains de recouvrement et la hauteur des vides formés est tel qu'il y a colmatage du fontis par foisonnement des matériaux au sol, on n'assiste qu'à des décompressions plus ou moins importantes des terrains en surface — creux et déflations en cuvette qui peuvent causer des dégâts sérieux selon leur amplitude. En cas d'effondrement, les dégâts ne se font pas sentir que sur la zone éboulée : le fontis occasionne un périmètre de terrains « décomprimés » environnants, avec des tassements voire des glissements majeurs si les terrains sont peu rigides mécaniquement.
Ces phénomènes de fontis sont typiquement observables dans les carrières de calcaire grossier et de gypse. Dans le gypse, notamment, les fontis sont favorisés par : 
- des hauteurs d'exploitation importantes, de dix à seize mètres ;
- le fait que dans les exploitations anciennes, l'implantation et les dimensions de piliers étaient souvent déterminées en fonction de la facilité d'extraction, sans règle précise ;
- le fait que le gypse est une roche soluble : les ciels et les piliers se détériorent par dissolution, en plus de l'érosion mécanique.

## Les effondrements généralisés

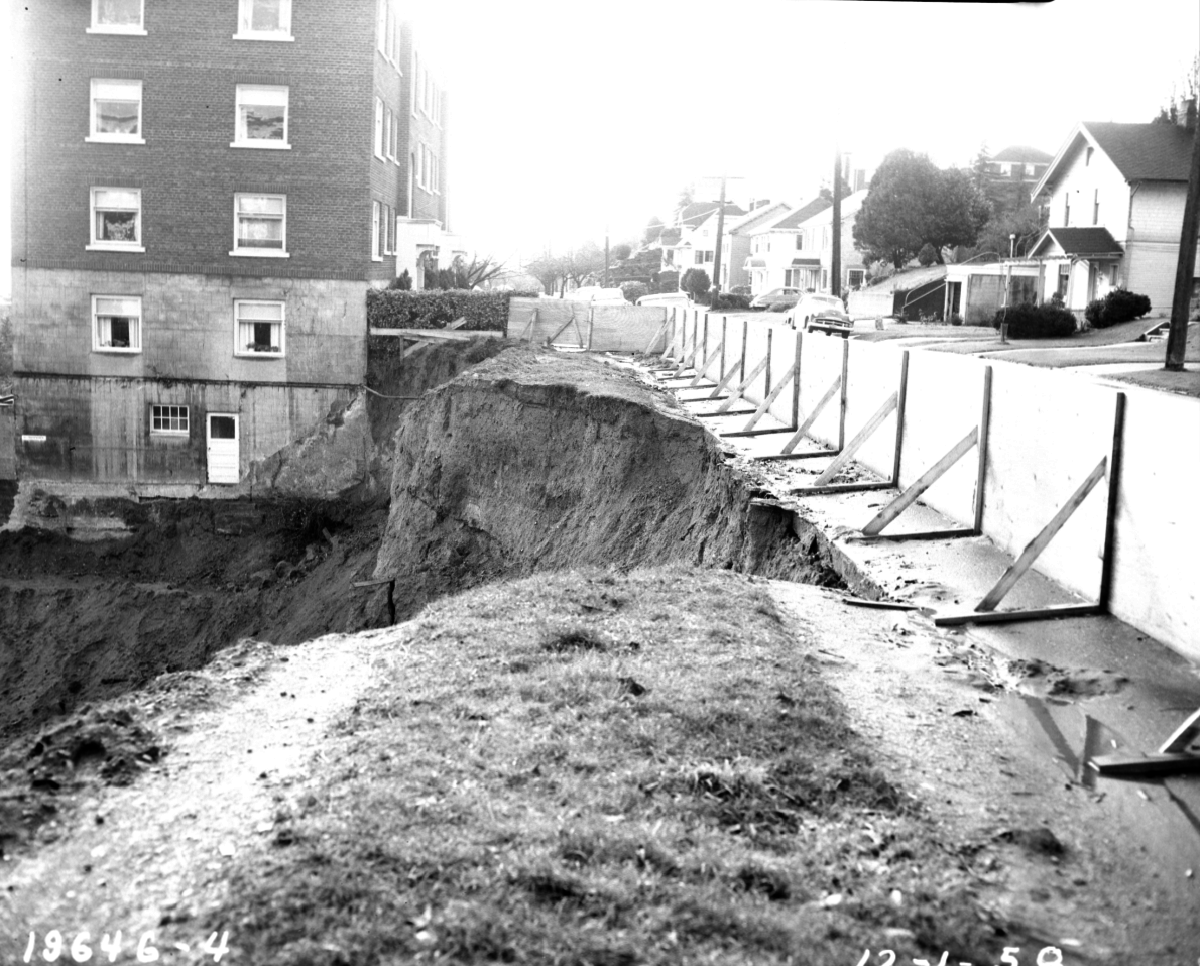
Très grand fontis à Seattle en 1958.

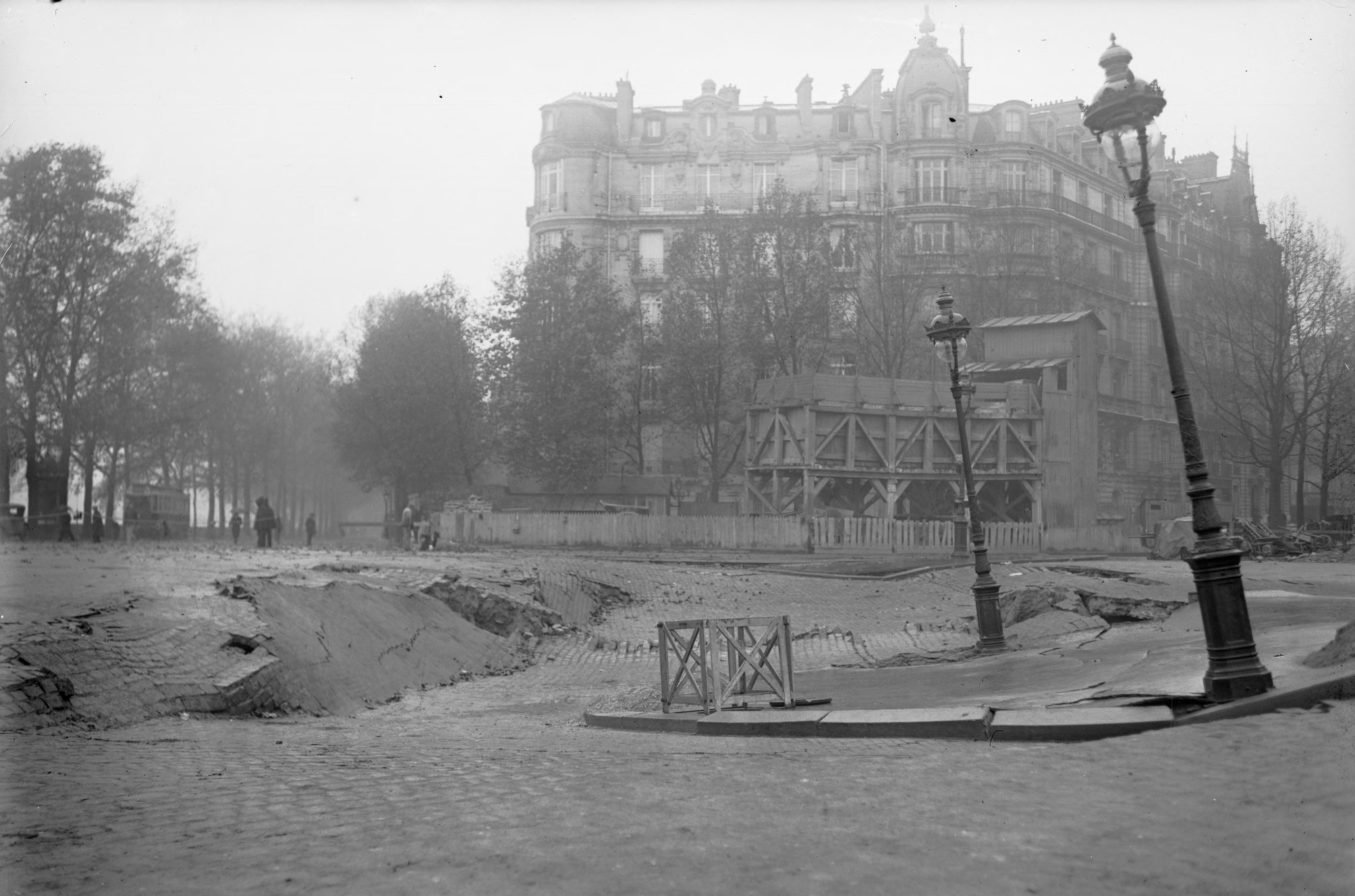
Fontis place de l'Alma causé par le creusement du tunnel du métro à Paris, 1915.

Des effondrements généralisés peuvent également se produire. Dans le cas où les phénomènes de vieillissement et d'altération des ciels affectent plusieurs carrefours dans une carrière ou une mine, il se produit un déséquilibre général des soutiens alentour, ce qui peut entraîner l'affaissement de toute une zone, court-circuitant la formation de fontis localisés. Il est généralement admis que ce type de désordres se développe à partir d'un ou plusieurs piliers au centre du secteur concerné, piliers dont la résistance maximale est dépassée. Ces piliers cèdent brusquement et provoquent un report rapide des charges sur les piliers voisins, qui peuvent céder à leur tour, ainsi de suite.
La constatation de la dégradation avancée d'une carrière préfigure le plus souvent des effondrements plus ou moins importants en surface, sans que pour autant que la date d'effondrement ne puisse être prévue. Par ordre croissant de gravité, ces accidents sont :
- une décompression localisée de terrain sans mouvement appréciable (tassement et comblement généralisés ; voir "Doline") ;
- un abaissement progressif du terrain sur une certaine surface (tassement et comblement central) ;
- la venue au jour d'un fontis de large ampleur, de un à vingt mètres de diamètre ;
- l'effondrement d'un ou plusieurs piliers et du ciel, jusqu'en surface, sur une large zone (effondrement généralisé proprement dit).

## Prévention et gestion
Repérés assez tôt, les fontis peuvent être consolidés et leur développement maîtrisé par différentes méthodes de la géotechniques, par exemple le renfort du ciel par voûtes et piliers maçonnés réduisant les contraintes. Toutefois, stopper la progression d'un fontis ancien est souvent impossible ; des exploitations abandonnées sont ainsi fermées et les terrains susjacents déclarés non constructibles. La gestion des anciennes carrières et mines pose ainsi le problème de leur consolidation, notamment quand ces zones jadis isolées se trouvent être le sous-sol actuel de villes. Paris, sous-miné sur 40 % de sa surface, est un exemple-type : à partir de 1777 et jusqu'à nos jours, l'Inspection générale des carrières a réalisé d'importants travaux de consolidation pour sécuriser les zones urbanisées.